# Гулин, Виктор Борисович
Ви́ктор Борисович Гулин (род. 17 апреля 1976, д.Кукарино, Можайский район, Московская область) — российский государственный деятель, руководитель Федеральной службы по надзору в сфере транспорта (Ространснадзор) — главный государственный транспортный инспектор Российской Федерации (с 2025).

## Биография
Родился 17 апреля 1976 г. в деревне Кукарино Можайского района Московской области. В 1998 г. окончил Московский государственный университет путей сообщения. В 2017 г. прошел обучение по программе "государственное муниципальное управление" в Московском городском университете управления правительства Москвы.
- В 1998—2006 годах — работал в Министерстве путей сообщения РФ и ОАО "РЖД". Прошёл путь от помощника машиниста до заместителя начальника депо по ремонту Московской железной дороги.
- В 2006—2008 годах — технический директор ООО "Тверской экспресс" (Москва).
- В 2008—2019 годах — заместителем начальника управления государственного железнодорожного надзора Федеральной службы по надзору в сфере транспорта.
- В 2019 году — заместителем директора департамента государственной политики в области железнодорожного транспорта Министерства транспорта РФ.
- В 2019—2025 годах — заместитель руководителя Ространснадзора.

С 2 апреля по 9 июня 2025 – врио руководителя Федеральной службы по надзору в сфере транспорта.
С 9 июня 2025 – руководитель Федеральной службы по надзору в сфере транспорта.

## Награды и звания
- Действительный государственный советник Российской Федерации 2 класса